# Мисс Интернешнл 1993

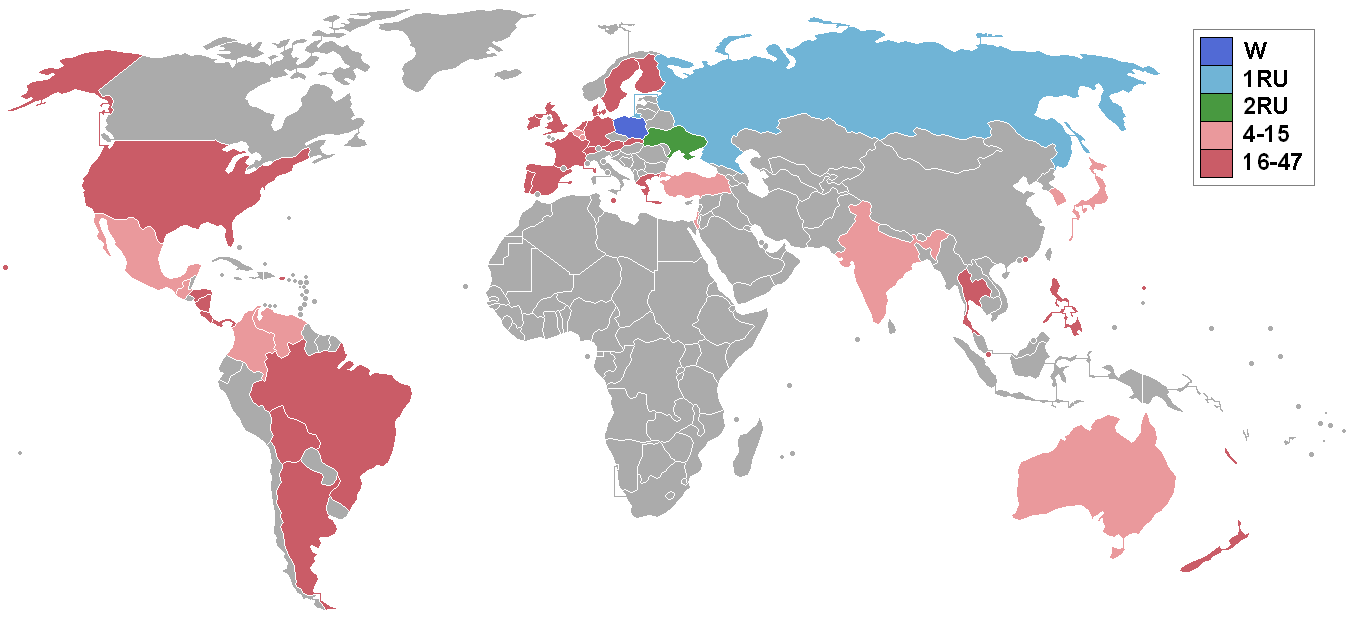
Страны-участницы Мисс Интернешнл

Мисс Интернешнл 1993 (англ. Miss International 1993) — 33-й международный конкурс красоты Мисс Интернешнл, проведённый 9 октября 1993 года в Токио (Япония), который выиграла Агнешка Пахалко из Польши.

## Награды
| Финальные результаты | Участница |
| -------------------- | --- |
| Мисс Интернешнл 1993 | - Польша — Агнешка Пахалко |
| 1-я вице-мисс        | - Россия — Ильмира Шамсутдинова |
| 2-я вице-мисс        | - Украина — Наталья Викторовна Романенко |
| Полуфиналистки       | - Австралия — Моник Анн Лизаут - Бельгия — Кристель Роеландтс - Колумбия — Кати Саэнс Эррера - Гватемала — Диана Гальван - Индия — Пооха Батра - Израиль — Анат Элимелех - Япония — Масаё Сибасаки - Республика Корея — Чанг Еун-йонг - Люксембург — Наталия дос Сантос - Мексика — Мария Кристина Аркос Торрес - Турция — Анде Казанова - Венесуэла — Фавиола Спитале |

## Специальные награды
| Награда                    | Участница                                           |
| -------------------------- | --------------------------------------------------- |
| Лучший национальный костюм | - Колумбия — Кати Саэнс Эррера                      |
| Мисс Дружба                | - Северные Марианские Острова — Таина Кастро Белийю |
| Мисс Фотогеничность        | - Бельгия — Кристель Роеландтс                      |

## Участницы
| - Аргентина — Назарена Ванеса Гонсалес Альмада (Universe 97) - Австралия — Моника Анн Лизаут - Австрия — Сильвия Кронбихлер - Бельгия — Кристель Роеландтс (Universe 94) - Боливия — Мария Кристина Тондельи - Бразилия — Татиана Паула Алвеш - Колумбия — Кати Саэнс Эррера - Коста-Рика — Лаура Одио Салас (World 93) - Дания — Метте Мария Сальто (Europe 93) - Финляндия — Арлен Улла Каарина Котала - Франция — Мэри-Анн Ноэль Контрат - Германия — Катя Мордарски - Великобритания — Клэр Элизабет Смит (1st RU World 92) - Греция — Елена Кристос Забака - Гватемала — Диана Гальван (Universe 93) - Гавайи — Тереза Виктория Тилли - Нидерланды — Ширли Антуанет Богард - Гондурас — Мириам Лисет Сапата Годой - Гонконг — Мидди Йу Сию-По - Индия — Пооха Батра - Ирландия — Дебора Ханниган - Израиль — Анат Элимелех - Япония — Масаё Сибасаки - Республика Корея — Чан Ын-ён - Люксембург — Наталия дос Сантос (Universe 93; SF Europe 93) | - Мальта — Мелисса Джоанн Портелли - Мексика — Мария Кристина Аркос Торрес - Новая Каледония — Лаура Денис Мэйссон - Новая Зеландия — Моник Лоррэйн Джоэль - Никарагуа — Ида Патрисия Дилан (Universe 92) - Северные Марианские Острова — Таина Кастро Билиу - Панама — Исмина Исабель Веласкес - Филиппины — Шила Мэй Капили Сантарин - Польша — Агнешка Пачалко - Португалия — Анабела Пачеку Кентену - Пуэрто-Рико — Бренда Эстер Роблес Кортес (Universe 94) - Россия — Ильмира Шамсутдинова (1st RU Europe 93; Top 6 Universe 96) - Сингапур — Тери Су Лиан Тан - Словакия — Кэрин Майтанова (World 94) - Испания — Ана Пьедадо Гальван Малагон - Швеция — Анна Хофвенстам - Швейцария — Шанталь Хедигер - Таиланд — Супасири Паяксири - Турция — Ханде Казанова - Украина — Наталья Викторовна Романенко - США — Линетт Джонен МакФи - Венесуэла — Фабиола Моника Рита Спиталь Баямонте |